# Bernardino Echeverría Ruiz
Bernardino Carlos Guillermo Honorato Echeverría Ruiz (Chitacachi, 12 novembre 1912 – Quito, 6 aprile 2000) è stato un cardinale e arcivescovo cattolico ecuadoriano, dei frati minori francescani, nominato da papa Giovanni Paolo II.

## Biografia
Nacque a Citacachi il 12 novembre 1912.
Papa Giovanni Paolo II lo elevò al rango di cardinale nel concistoro del 26 novembre 1994.
Morì il 6 aprile 2000 all'età di 87 anni.

## Genealogia episcopale e successione apostolica
La genealogia episcopale è:
- Cardinale Scipione Rebiba
- Cardinale Giulio Antonio Santori
- Cardinale Girolamo Bernerio, O.P.
- Arcivescovo Galeazzo Sanvitale
- Cardinale Ludovico Ludovisi
- Cardinale Luigi Caetani
- Cardinale Ulderico Carpegna
- Cardinale Paluzzo Paluzzi Altieri degli Albertoni
- Papa Benedetto XIII
- Papa Benedetto XIV
- Papa Clemente XIII
- Cardinale Marcantonio Colonna
- Cardinale Giacinto Sigismondo Gerdil, B.
- Cardinale Giulio Maria della Somaglia
- Cardinale Carlo Odescalchi, S.I.
- Cardinale Costantino Patrizi Naro
- Cardinale Lucido Maria Parocchi
- San Pio X
- Papa Benedetto XV
- Papa Pio XII
- Cardinale Efrem Forni
- Cardinale Bernardino Echeverría Ruiz, O.F.M.

La successione apostolica è:
- Arcivescovo Vicente Rodrigo Cisneros Durán (1968)
- Vescovo Hugolino Cerasuolo Stacey, O.F.M. (1975)